# Brandy Norwood
Pour les articles homonymes, voir Brandy et Norwood.
Brandy Norwood, ou simplement Brandy (née le 11 février 1979 à McComb, dans l'État du Mississippi) est une actrice et chanteuse américaine de pop et RnB. Révélée dans les années 1990, elle signe un contrat avec Atlantic Records à l'âge de 14 ans. Dès lors, elle connaît un large succès avec son premier album éponyme (1994) qui se vend à des millions d'exemplaires. Parallèlement, elle entame une carrière d'actrice, après avoir joué dans la sitcom d'ABC Thea (1993-1994) qui lui vaut une nomination aux Young Artist Awards, elle est choisie par UPN afin d'être l'héroïne de sa propre série, la sitcom Moesha (1996-2001).
À cette période, Brandy Norwood connait ainsi un succès d'envergure aux États-Unis, à la fois à la télévision et grâce à la musique. Elle est notamment à l'affiche du téléfilm musical La Légende de Cendrillon (1997) avec Whitney Houston et Whoopi Goldberg qui réalise des records d'audiences. C'est l'album Never Say Never (1998) qui la fait connaître auprès d'une audience internationale et la propulse au rang de star. L'album est, entre autres, porté par le single à succès The Boy Is Mine (1998) en duo avec Monica, qui devient le duo féminin le plus lucratif de l'histoire de la musique.
Après avoir joué dans le film d'horreur Souviens-toi… l'été dernier 2 (1998), elle délaisse, dans les années 2000, sa carrière d'actrice et se concentre sur la musique : Elle sort alors plusieurs albums Full Moon (2002), Afrodisiac (2004), Human (2008). Des opus qui réaliseront globalement des ventes plus confidentielles que ces prédécesseurs.
Durant la décennie suivante, elle sort son sixième album Two Eleven (2012) mais fait surtout son retour télévisuel par des rôles réguliers dans des séries comme 90210 Beverly Hills : Nouvelle Génération (2011), Drop Dead Diva (2011-2012), The Game (2012-2015) et Star (2018-2019).
Au cours sa carrière, l'actrice et chanteuse aura été maintes fois récompensée pour sa contribution au milieu du divertissement lors de cérémonies de remises de prix comme les Billboard Music Awards, les Kids' Choice Awards, les American Music Awards mais aussi par les Grammy Awards, les NAACP Image Awards, les MTV Movie & TV Awards et les Teen Choice Awards.
En juin 2022, Norwood annonce son grand retour après avoir signé un nouveau contrat d'enregistrement avec Motown car, elle prépare son huitième album studio à venir très attendu et son premier album avec Motown. Ses fans sont prêts pour de la nouvelle musique.

## Biographie

### Jeunesse et débuts
Brandy Norwood naît à McComb, dans l'État du Mississippi, mais ses parents s'installent à Carson en Californie alors qu'elle est âgée de quatre ans. Elle y grandit avec son frère cadet, William Ray Norwood Jr.. Elle commence à chanter à l'église durant son enfance et se produit dans des spectacles d'artistes amateurs.
En 1992, elle est choriste pour Immature (en), un groupe de jeunes chanteurs formé par le producteur Chris Stokes. À l'âge de 14 ans, elle passe une audition et signe son premier contrat avec Atlantic Records, qui lui permet d'enregistrer son premier album, Brandy,. En 2013, les ventes du disque au niveau mondial atteignent les 6 millions d'exemplaires. Durant l'enregistrement de son album, elle obtient un rôle secondaire dans la sitcom Thea (en), diffusée par le réseau de télévision ABC à partir de 1993,.
En 1995, elle chante durant deux mois en première partie de la tournée du groupe Boyz II Men. La même année, Brandy connaît le succès avec ses premiers singles Elle enregistre son premier single I Wanna be Down à l'âge de 16 ans. Trois titres issus de l'album se classent dans le Top 10 des ventes de disques. Le single Sittin' Up in My Room, l'un des titres de la bande originale du film Où sont les hommes ? (Waiting to Exhale), atteint la seconde place du Billboard Hot 100 et la 1re du classement R&B.
Brandy est récompensée aux American Music Awards, aux Soul Train Music Awards, elle reçoit un Novel Artist Award, est nommée aux MTV Video Music Awards. Six de ses singles ont été consécutivement classés dans le Top 10, et elle a reçu deux disques d'or pour I Wanna Be Down et Brokenhearted, ainsi que deux disques de platine pour Baby et Sittin' Up in My Room.

### Apogée (1996-2002)

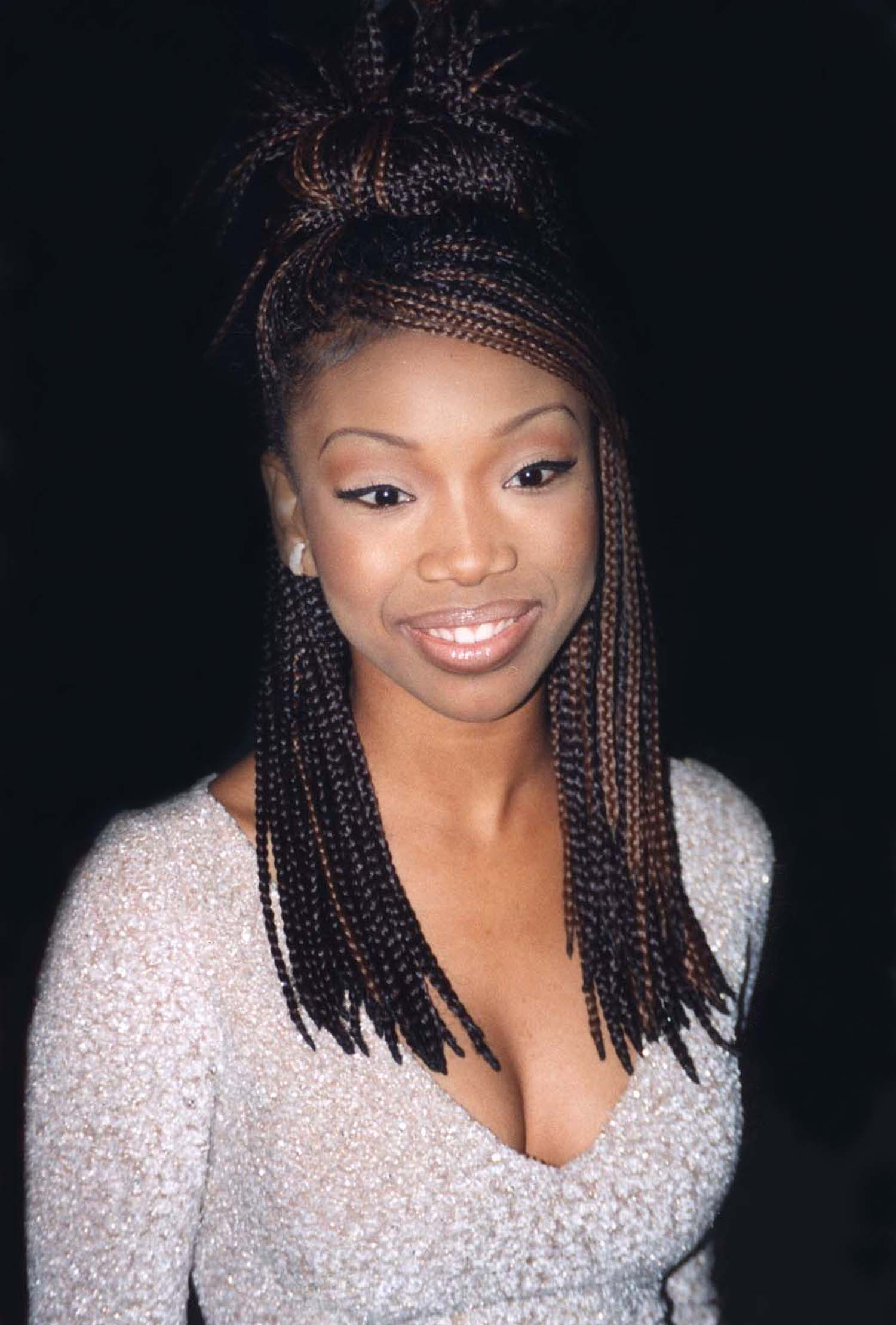
Lors de la cérémonie des Essence Awards, en 1997, à New York.

Après avoir fait ses débuts à l'écran dans la sitcom Thea (en) en 1993, arrêtée prématurément faute d'audiences, Brandy Norwood tient le rôle principal dans la série télévisée Moesha, diffusée par United Paramount Network entre 1996 et 2001. Elle y interprète une jeune fille de 16 ans, issue d'une famille afro-américaine modeste de Los Angeles. Durant cinq ans, la série est la plus regardée dans les foyers afro-américains. Elle est alors considérée comme la petite chérie du show business.
En 1997, Norwood obtient le rôle-titre dans le téléfilm La Légende de Cendrillon (Cinderella), adaptation télévisée du conte populaire. Elle est recommandée pour ce rôle par Whitney Houston, productrice déléguée du programme, dans lequel elle interprète une fée et chante avec Brandy le titre Impossible. Le téléfilm est diffusé par ABC et rassemble plus de 30 millions de téléspectateurs.
En 1998, Brandy sort un deuxième album, intitulé Never Say Never. La chanteuse coécrit et coproduit six titres, dont le single interprété en duo avec Monica, The Boy Is Mine. Il est inspiré du duo entre Michael Jackson et Paul McCartney, The Girl Is Mine (1982, sur l'album Thriller). The Boys Is Mine devient la chanson la plus vendue de l'année 1998. Le disque connaît un succès international, il reste de nombreuses semaines en tête du Billboard Hot 100. Le second single est Top of the World, autre duo avec le rappeur Ma$e. Brandy assume le rôle de producteur exécutif de l'album aux côtés de Craig Kallman, Paris Davis et Rodney Jerkins. La même année, elle joue son premier grand rôle au cinéma dans Souviens-toi… l'été dernier 2 (I Still Know What You Did Last Summer), la suite du thriller Souviens-toi… l'été dernier. Succédant à Sarah Michelle Gellar, elle y interprète Carla, la nouvelle meilleure amie de l'héroïne Jennifer Love Hewitt qui est toujours poursuivie par un tueur en série. Un rôle qui lui permet de prétendre au Blockbuster Entertainment Awards de la meilleure actrice dans un film d'horreur. Le film rencontre le succès au box-office.
En 1999, lors de la 41e cérémonie des Grammy Awards, elle est nommée dans la catégorie « meilleur disque RnB de l'année » pour Never Say Never. Et elle remporte le Grammy Award de la meilleure performance RnB par un duo ou un groupe avec chant pour le titre The Boys Is Mine,.
En 2001, elle sort le single Another Day in Paradise en duo avec son frère Ray-J. Il est inclus sur l'album Urban Renewal, réalisé en hommage au chanteur Phil Collins.
Elle apparaît dans des spots télévisés diffusés à l'échelle nationale, notamment pour les chaussures Candie's (en) et les produits de maquillage CoverGirl (en).
Elle s'éclipse quelque temps et revient, avec succès, au printemps 2002 avec son troisième album (Full Moon) dont les titres Full Moon et What About Us ? sont extraits. Il se classe à la seconde place au Billboard 200 et s'écoule à plus d'un million d'exemplaires aux États-Unis. La même année sa petite fille naît de son union avec le producteur Robert « Big Bert » Smith. Elle s'illustre d'ailleurs dans une émission de télé-réalité intitulée Brandy : Special Delivery qui la suit pendant sa grossesse.

### DeAfrodisiacàHuman(2004-2008)

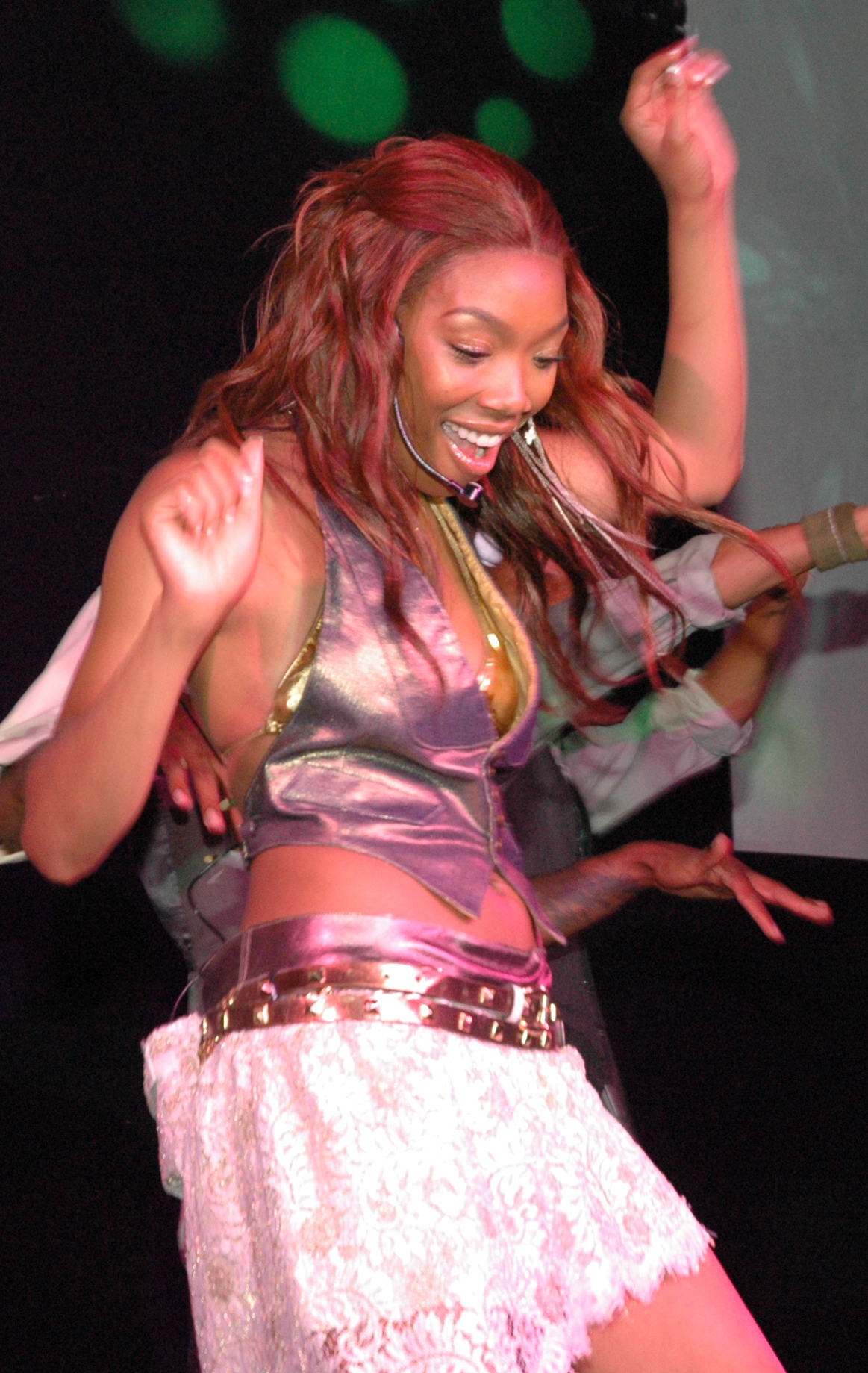
En concert, en juillet 2004, pour la promotion de l'album Afrodisiac.

En 2004, managée par Benny Medina qui est responsable du succès de Jennifer Lopez et Will Smith, Brandy sort son quatrième album : Afrodisiac, son premier album sans le producteur Rodney Jerkins (alias « Darkchild »). Entouré d'une équipe qui fait ses preuves (Organized Noise, Missy Elliott, Kanye West et Timbaland), elle réalise un quatrième album qui, comme ses prédécesseurs, parvient à atteindre les sommets du classement américain (troisième place du Billboard 200). En sortent les singles Afrodisiac et Talk About our Love en duo avec Kanye West. Adoubé par les critiques, cet opus se vend cependant moins que ses prédécesseurs.
En 2005 est publié The Best of Brandy, qui comprend ses plus grands succès ainsi qu'un remix de son morceau I Wanna Be Down, revisité par Queen Latifah et MC Lyte. Ce disque clôture alors le contrat avec son label Warner Music. En 2006, Brandy Norwood fait partie du jury de l'émission America's Got Talent au côté notamment de David Hasselhoff.
Repoussé à plusieurs reprises en 2006 et 2007, le cinquième album de Brandy, Human, est édité par un nouveau label, Epic Records, distribué par Sony Music, en décembre 2008. Bien que le titre Right Here soit remarqué, cet album est un échec commercial.

### Two Elevenet diversification (2010-2017)

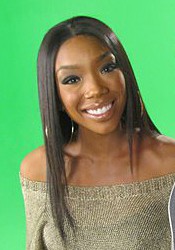
Sur le tournage de la télé-réalité A Family Business, en 2011.

En 2010, elle participe à l'émission de téléréalité Dancing with the Stars 11 aux côtés d'autre célébrités comme David Hasselhoff et Margaret Cho (l'une des actrices principales de Drop Dead Diva). En 2011, elle apparaît dans la série 90210 Beverly Hills : Nouvelle Génération, elle joue le rôle de Marissa Harris-Young, candidate au Congrès. Elle est également invitée lors des saisons 3 et 4 de la série Drop Dead Diva en 2011 et 2012. En 2012, elle sort son sixième album studio intitulé Two Eleven. Le premier single, Put It Down, est interprété en duo avec Chris Brown. Le morceau est écrit par Sean Garrett, Bangladesh, Dwayne "Dem Jointz" Abernathy et Chris Brown et prend la 3e place du classement Hot R&B/Hip-Hop Songs. Le deuxième single, Wildest Dreams, atteint la 68e place. Dans un même temps, elle co-interprète le titre It All Belongs To Me de Monica. La même année, elle intègre la distribution principale de la série The Game, à partir de la cinquième saison.
Le 29 mars 2013 aux États-Unis, sort le film Tentation : Confession d'une femme mariée, qui marque son retour sur le grand écran. Dans ce récit, elle tient tête à Jurnee Smollett, Kim Kardashian et Vanessa Lynn Williams. Le film est un succès en récoltant 53 125 354 millions de dollars de recettes, rien qu'aux États-Unis. Le film sort directement en DVD en France, le 22 aout 2014.
En 2014, Norwood annone commencer à travailler sur son prochain album En parallèle, elle apparaît sur le titre Do Better, extrait de l'opus X de Chris Brown. Après avoir terminé le tournage de la neuvième et dernière saison de The Game, Brandy Norwood fait ses débuts à Broadway dans la comédie musicale Chicago, dans laquelle elle interprète le rôle principal de Roxie Hart, à partir d’avril 2015, et ce, de manière régulière jusqu'en 2017. Cette tournée est notamment passée par Los Angeles et Washington. Toujours en 2015, Norwood apparaît sur le single du groupe 99 Souls qui est une reprise de son tube The Girl Is Mine, pour lequel elle réenregistre ses partitions vocales. La chanson atteint le top 10 au Royaume-Uni et top 40 sur d’autres hits parades internationaux, où il est devenu son plus haut classement depuis des années.
En 2016, elle obtient un rôle secondaire dans la comédie The Perfect Match, aux côtés de Cassie et Paula Patton. La même année, Norwood joue le rôle titre de la sitcom comique BET, Zoe Ever After, qu’elle a également co-créé et dont elle est la co-productrice exécutive. Filmée à Atlanta, en Géorgie, la comédie romantique multi-caméra tournait autour de Zoe Moon, une mère divorcée fraichement célibataire, sortant de l’ombre de son célèbre boxeur ex-mari, tout en essayant d’alterner entre la maternité et une carrière florissante dans les cosmétiques. Alors que la série débute avec des audiences convenables, Norwood décide de ne pas renouveler son contrat et le programme est donc annulé. Durant cette période, Norwood dévoile le titre Beggin and Pleadin', une chanson inédite sur SoundCloud. En mars 2016, Norwood lance une action en justice envers Chameleon Entertainment Group et son président, Breyon Prescott, après que le label ait refusé de lui permettre d’enregistrer et de sortir de nouveaux albums. En novembre, Norwood est devenu le deuxième récipiendaire du prix Lady of Soul aux Soul Train Music Awards. Son pot-pourri de neuf minutes de chansons est accueilli avec des éloges. Puis, Norwood participe, avec son frère Ray J, à la télé-réalité de la FOX, My Kitchen Rules, qui est créée en janvier 2017.

### DeStaràB7(2018–2021)

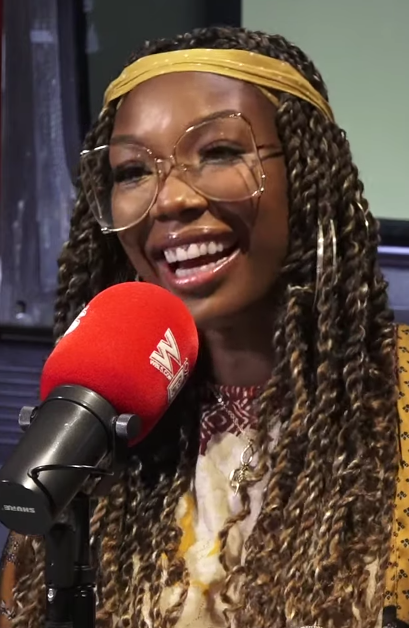
Norwood, pendant une interview en 2019.

En 2018, elle intègre la seconde saison de la série musicale Star avec Queen Latifah, appartenant à l'univers télévisuel d'Empire. Elle est ensuite promue régulière dès la troisième saison. Afin d'assurer la promotion de la série, elle sort un single All I Need. L'acteur Chad Michael Murray qui a rejoint le show l'accompagne dans le clip vidéo.
En juin 2019, Norwood apparaît sur le deuxième album du chanteur canadien Daniel Caesar, Case Study 01, sur la chanson Love Again. Un titre qui a plus tard été annoncé comme le premier single du septième album studio de Norwood, sorti sous la marque de Norwood, Brand Nu, Inc., en association avec eOne Music. En juillet 2019, la série Star est arrêtée au bout de trois saisons. Dans le même temps, il est annoncé la mise en chantier d'un téléfilm afin de clore convenablement les intrigues. Elle publie ensuite le morceau Freedom Rings comme un single buzz pour le projet à venir, qui célèbre également ses 25 ans de carrière,,,,. Norwood a également reçu le prestigieux « Prix du président » lors de la cérémonie des Broadcast Music 2019.
En 2021, Brandy inteprète également Dynamite, en featuring avec le chanteur Gallant.

### Huitième album (depuis 2022)
En juin 2022, Norwood annonce son grand retour en signant un nouveau contrat d’enregistrement avec Motown car elle prépare son huitième album studio à venir et son premier album avec Motown.

## Vie personnelle
Au cours de la production de son album Full Moon à la mi-2001, Norwood a eu une relation amoureuse avec le producteur Robert « Big Bert » Smith. Le couple garde leur relation secrète jusqu'en février 2002, lorsque Norwood a annoncé qu'elle attendait son premier enfant. Cependant, un an après la naissance de leur fille, Sy'rai Iman Smith, Norwood et Smith se sont séparés. En 2004, Smith révèle que le couple n'avait jamais été légalement marié, mais qu'ils avaient fait semblant de se marier pour préserver l'image publique de Norwood. Norwood a répondu qu'elle considérait sa relation avec Smith comme une « union spirituelle et un véritable engagement l'un envers l'autre », bien qu'elle ait confirmé plus tard la déclaration de Smith et justifié ses actions par la pression de devoir être un modèle[réf. nécessaire].
Brandy fonde une association pour venir en aide aux enfants, la Norwood Kids Foundation.
La chanteuse est la fille de Willie Norwood, un ancien chanteur de gospel et directeur de chorale (choir director),. Sa femme Sonja gère le début de la carrière de leur fille en lui servant d'agent artistique et l'accompagne en tournée,. Brandy Norwood est la sœur du chanteur Ray J (William Ray Norwood Jr.) et est apparentée au bluesman Bo Diddley. Elle est cousine avec Snoop Dogg, selon le rappeur, dont la mère est originaire de McComb,.
Durant son enfance, Brandy Norwood est scolarisée à la Hollywood High School (en) de Los Angeles. Sa carrière l'oblige à poursuivre ses études en cours particuliers à partir de la deuxième année de secondaire (10th Grade),.
En 1996, elle étudie à l'université privée Pepperdine.
En 2006, Brandy est impliquée dans un carambolage qui coûte la vie à une automobiliste. La famille de celle-ci réclame 50 millions de dollars à la chanteuse, qui risque jusqu'à un an de prison. Le procès s'est tenu en 2009, mais après un an d'enquête la justice clôt le dossier, faute de preuves (insufficient evidence). Aucune charge n'est retenue contre elle.

## Style musical et influences
Brandy Norwood est inspirée par Whitney Houston, qui durant son enfance lui donne envie de chanter. Par la suite, elle est influencée par des artistes comme Toni Braxton et Anita Baker. Elle fait partie d'une génération d'artistes de RnB contemporain, apparus durant les années 1990, qui compte dans ses rangs Aaliyah et Soul for Real.

## Discographie

### Albums studio
- 1994 : Brandy
- 1998 : Never Say Never
- 2002 : Full Moon
- 2004 : Afrodisiac
- 2008 : Human
- 2012 : Two Eleven
- 2020 : B7 (en)
- 2023 : Christmas with Brandy (en)

### Compilation
- 2005 : The Best of Brandy

### Singles
- 1994 : I Wanna Be Down
- 1995 : Baby
- 1995 : Best Friend
- 1995 : Brokenhearted (avec Boyz II Men)
- 1995 : Sittin' Up in My Room
- 1996 : Missing You (en) (avec Tamia, Gladys Knight et Chaka Khan)
- 1998 : The Boy Is Mine (avec Monica)
- 1998 : Top of the World (avec Ma$e)
- 1998 : Angel in Disguise (en)
- 1998 : Have You Ever?
- 1999 : Almost Doesn't Count (en)
- 1999 : U Don't Know Me (Like U Used To) (en)
- 1999 : (Everything I Do) I Do It for You
- 2000 : Never Say Never (en)
- 2001 : Another Day in Paradise (avec Ray J)
- 2002 : What about Us?
- 2002 : Full Moon (en)
- 2002 : He Is (en)
- 2004 : Talk about Our Love (en) (avec Kanye West)
- 2004 : Afrodisiac (en)
- 2004 : Who Is She 2 U (en) (avec Usher)
- 2008 : Right Here (Departed)
- 2008 : Long Distance
- 2012 : It All Belong to Me (en) (avec Monica)
- 2012 : Put It Down (avec Chris Brown)
- 2012 : Wildest Dreams
- 2016 : Beggin & Pleadin
- 2019 : Love Again (avec Daniel Caesar)
- 2019 : Freedom Rings
- 2020 : Baby Mama (avec Chance the Rapper)
- 2020 : Borderline

### Bandes originales
- 1995 : Batman Forever: Original Music From The Motion Picture
- 2002 : La Famille Delajungle, le film (The Wild Thornberrys Movie)

### Collaborations
- 1995 : Quincy Jones, Q's Jook Joint (en)
- 1997 : Ray J, Everything You Want (en)
- 1999 : Divers, Divas Live '99 (en)
- 1999 : Diana Ross, Every Day Is a New Day (en)
- 2001 : Big Pun, Endangered Species
- 2001 : Divers, Urban Renewal
- 2003 : Timbaland & Magoo, Under Construction, Part II
- 2009 : Timbaland, Shock Value II
- 2014 : The Walls Group, God on My Mind
- 2015 : Mystery Skulls (feat. Nile Rodgers), Forever
- 2015 : Ty Dolla Sign (feat. Kendrick Lamar & James Fauntleroy), Free TC

## Filmographie

### Cinéma

#### Longs métrages
- 1998 : Souviens-toi… l'été dernier 2 (I Still Know What You Did Last Summer) de Danny Cannon : Karla Wilson
- 2001 : Osmosis Jones de Peter et Bobby Farrelly : Leah (voix originale)
- 2013 : Tentation : Confessions d'une femme mariée (Temptation: Confessions of a Marriage Counselor) de Tyler Perry : Melinda / Karen
- 2016 : The Perfect Match de Bille Woodruff : Avatia
- 2023 : Bonjour l'esprit de Noël ! (en) (Best. Christmas. Ever!) de Mary Lambert : Jackie Jennings
- 2024 : The Front Room (en) de Max et Sam Eggers : Belinda
- 2025 : Souviens-toi... l'été dernier (I Know What You Did Last Summer) de Jennifer Kaytin Robinson : Karla Wilson

#### Court métrage
- 2018 : Raydemption Visual Album d'Antonio R Ward Jr. : elle-même

### Télévision

#### Téléfilms
- 1997 : La Légende de Cendrillon (Cinderella) de Robert Iscove : Cendrillon
- 1999 : Double Platinum de Robert Allan Ackerman : Kayla Harris (également productrice exécutive)
- 2024 : Descendants : L'Ascension de Red (Descendants : The Rise Of Red) de Jennifer Phang : Ella / Cendrillon
- 2026 : Descendants: Wicked Wonderland de Kimmy Gatewood : Ella / Cendrillon

#### Séries télévisées
- 1993-1994 : Thea (en) : Danesha Turrell (rôle principal - 19 épisodes)
- 1996-2001 : Moesha : Moesha Mitchell (rôle principal - 127 épisodes, également productrice de 22 épisodes)
- 1997 : Le Livre de la jungle, souvenirs d'enfance (Jungle Cubs) : Latecia (voix - saison 2, épisode 6)
- 2001 : Les Parker (The Parkers) : Moesha Mitchell (saison 2, épisode 7)
- 2002 : Sabrina, l'apprentie sorcière (Sabrina, the Teenage Witch) : la fille piégée au téléphone (voix - saison 6, épisode 19)
- 2002 : Reba : la fille piégée au téléphone (voix - saison 1, épisode 18)
- 2002 : Un père peut en cacher un autre (en) (Raising Dad) : la fille piégée au téléphone (voix - saison 1, épisode 19)
- 2004 : Mes plus belles années (American Dreams) : Gladys Knight (saison 3, épisode 1)
- 2005 : Dr House (House M.D) : elle-même (saison 1, épisode 9)
- 2006 : One on One : Michelle McGinty (saison 5, 4 épisodes)
- 2011 : 90210 Beverly Hills : Nouvelle Génération (90210) : Marissa Harris-Young (saison 4, 5 épisodes)
- 2011-2012 : Drop Dead Diva : Elisa Shayne (saisons 3 et 4, 5 épisodes)
- 2012-2015 : The Game : Chardonnay Pitts (rôle récurrent, saison 5 / rôle principal, saisons 6 à 9 - 59 épisodes)
- 2014 : The Soul Man : Rita (saison 3, épisode 1)
- 2016 : Zoe Ever After (en) : Zoe Moon (rôle principal - 8 épisodes, également co-productrice)
- 2018-2019 : Star : Cassandra « Cassie » Brown (rôle récurrent, saison 2 / rôle principal, saison 3 - 24 épisodes)
- 2021-2022 : Queens : Naomi « Xplicit Lyrics » Harris-Jones (rôle principal - 13 épisodes)

#### Émissions de télévision
- 2006 : America's Got Talent (Juge de la saison 1)
- 2010 : Dancing with the Stars (Candidate lors de la saison 11)
- 2010-2011 : Brandy & Ray J: A Family Business : elle-même (22 épisodes, également productrice exécutive de 2 épisodes)

## Distinctions
Sauf indication contraire ou complémentaire, les informations mentionnées dans cette section proviennent de la base de données IMDb.

### Récompenses
- Billboard Music Awards 1995 :
  - meilleur nouvel artiste de R&B
  - meilleure artiste féminine de R&B
  - meilleur nouveau clip de Rap/R&B pour I Wanna Be Down
- Kids' Choice Awards 1995 : chanteuse préférée
- Soul Train Awards 1995 : meilleur nouvel artiste de R&B/Soul ou Rap
- American Music Awards 1996 : meilleure nouvelle artiste de Soul/R&B
- Kids' Choice Awards 1996 :
  - chanteuse préférée
  - chanson préférée pour Baby
- MTV Movie & TV Awards 1996 : meilleure bande originale pour Où sont les hommes ?, pour la chanson Sittin' Up In My Room
- NAACP Image Awards 1996 : meilleur nouveau artiste
- Soul Train Awards 1996 :
  - meilleur single de R&B/Soul solo pour I Wanna Be Down
  - meilleur chanson de R&B/Soul de l'année pour I Wanna Be Down
- NAACP Image Awards 1997 : meilleure jeune actrice pour Moesha
- Soul Train Awards 1997 : The Aretha Franklin Award for Entertainer of the Year
- Billboard Music Awards 1998 :
  - meilleures ventes de single de l'année pour The Boy Is Mine, prix partagé avec Monica
  - Hot 100 Single de l'année pour The Boy Is Mine, prix partagé avec Monica
  - meilleures ventes de single R&B pour The Boy Is Mine, prix partagé avec Monica
- Grammy Awards 1999 : meilleure prestation vocale R&B par un duo ou un groupe pour The Boy Is Mine, prix partagé avec Monica
- Teen Choice Awards 1999 : artiste féminine préférée
- NAACP Image Awards 2014 : meilleure actrice dans un second rôle dans une série télévisée comique pour The Game
- Soul Train Awards 2016 : Lady of Soul Award

### Nominations
- Young Artist Awards 1994 : meilleure jeune distribution dans une série télévisée pour Thea
- MTV Video Music Awards 1995 : meilleure vidéo de rap pour Brandy Feat. MC Lyte, Queen Latifah, & Yo-Yo: I Wanna Be Down: Remix
- Soul Train Awards 1995 :
  - meilleur single de R&B/Soul féminin pour I Wanna Be Down
  - meilleur album de R&B/Soul féminin de l'année pour Brandy
- American Music Awards 1996 : meilleure artiste féminine de Soul/R&B
- Grammy Awards 1996 :
  - meilleur nouvel artiste
  - meilleure prestation vocale R&B féminine pour Baby
- MTV Video Music Awards 1996 : meilleur clip d'un film pour Où sont les hommes ?, pour la chanson Sittin' Up In My Room
- People's Choice Awards 1996 : nouvelle actrice de série télé préférée
- Soul Train Awards 1996 : meilleur single de R&B/Soul féminin pour Brokenhearted
- American Music Awards 1997 : meilleure artiste féminine de Soul/R&B
- Grammy Awards 1997 :
  - meilleure prestation vocale R&B féminine pour Sittin' Up In My Room
  - meilleure collaboration Pop pour Le Prix à payer, nomination partagée avec Gladys Knight, Tamia et Chaka Khan pour la chanson Missing You
- Kids' Choice Awards 1997 : chanteuse préférée
- Soul Train Awards 1997 : meilleur single de R&B/Soul féminin pour Sittin' Up In My Room
- Young Artist Awards 1997 : meilleure jeune actrice dans une série télévisée comique pour Moesha
- YoungStar Awards 1997 : meilleure performance par une jeune actrice dans une série télévisée pour Moesha
- MTV Video Music Awards 1998 :
  - clip vidéo de l'année pour The Boys Is Mine, nomination partagée avec Monica
  - meilleur clip R&B pour The Boys Is Mine, nomination partagée avec Monica
- NAACP Image Awards 1998 :
  - meilleure actrice dans une série télévisée comique pour Moesha
  - meilleure actrice dans une mini-série ou un téléfilm pour La Légende de Cendrillon
- Kids' Choice Awards 1998 : actrice de télévision préférée pour Moesha
- Soul Train Awards 1998 :
  - meilleur album de R&B/Soul féminin pour Never Say Never
  - meilleur album R&B/Soul ou Rap de l'année pour Never Say Never
  - meilleur single R&B/Soul par un groupe, une troupe ou un duo pour The Boy Is Mine, nomination partagée avec Monica
  - meilleur clip vidéo de R&B/ Soul ou Rap pour The Boy Is Mine, nomination partagée avec Monica
  - meilleur single R&B/Soul pour Top Of The World
- Young Artist Awards 1998 : meilleure jeune actrice dans une série télévisée comique pour Moesha
- American Music Awards 1999 :
  - meilleure artiste féminine de Soul/R&B
  - meilleure artiste féminine de Pop/Rock
- Blockbuster Entertainment Awards 1999 : meilleure actrice dans un film d'horreur pour Souviens-toi… l'été dernier 2
- Grammy Awards 1999 :
  - meilleur chanson de R&B pour The Boys Is Mine, nomination partagée avec Monica
  - meilleur titre de l'année pour The Boys Is Mine, nomination partagée avec Monica
  - meilleur album de R&B pour Nevery Say Never
- MTV Video Music Awards 1999 : meilleur clip R&B pour Have You Ever?
- NAACP Image Awards 1999 : meilleure actrice dans une série télévisée comique pour Moesha
- Kids' Choice Awards 1999 : chanteuse préférée
- MTV Movie & TV Awards 1999 : meilleure performance féminine pour Souviens-toi… l'été dernier 2
- Soul Train Awards 1999 :
  - meilleur single R&B/Soul par un groupe, une troupe ou un duo pour The Boy Is Mine, nomination partagée avec Monica
  - meilleur album R&S/Soul féminin pour Never Say Never
- Teen Choice Awards 1999 : actrice de télévision préférée pour Moesha
- Young Artist Awards 1999 : meilleure jeune actrice dans une série télévisée comique pour Moesha
- American Music Awards 2000 : meilleure artiste féminine de Soul/R&B
- 42e cérémonie des Grammy Awards 2000 : meilleure prestation vocale R&B féminine pour Almost Doesn't Count
- NAACP Image Awards 2000 : meilleure actrice dans une série télévisée comique pour Moesha
- Kids' Choice Awards 2000 :
  - chanteuse préférée
  - actrice de télévision préférée pour Moesha
- NAACP Image Awards 2001 : meilleure actrice dans une série télévisée comique pour Moesha
- Kids' Choice Awards 2001 : actrice de télévision préférée pour Moesha
- MTV Video Music Awards 2002 : choix des téléspectateurs pour What About Us?
- Soul Train Awards 2002 :
  - meilleur titre R&B/Soul ou Rap pour Full Moon
  - meilleur album de R&B pour Full Moon
  - meilleur single de R&B pour Full Moon
- 45e cérémonie des Grammy Awards 2003 : meilleur album R&B contemporain pour Full Moon
- MTV Video Music Awards 2004 : meilleur clip de R&B pour Talk About Our Love, nomination partagée avec Kanye West
- People's Choice Awards 2004 : look favori
- 47e cérémonie des Grammy Awards 2005 : meilleur album R&B contemporain pour Afrodisiac
- Soul Train Awards 2013 : meilleur collaboration pour Put It Down, nomination partagée avec Chris Brown